# Toshiya Tanaka (fotbollsspelare född 1997)
Toshiya Tanaka (田中 稔也 Tanaka Toshiya?), född 2 december 1997 i Gunma prefektur, är en japansk fotbollsspelare.
Tanaka började sin karriär 2016 i Kashima Antlers. 2019 flyttade han till Thespakusatsu Gunma.